# Ígor Buldakov
Ígor Buldakov (rus: Игорь Васильевич Булдаков)  (valor desconegut, 26 d'agost de 1930 - valor desconegut, 30 d'abril de 1979) fou un remer rus que va competir sota bandera soviètica durant la dècada de 1950. Es casà amb la jugadora de voleibol Liudmila Buldakova.
El 1956 va prendre part en els Jocs Olímpics d'Estiu de Melbourne, on guanyà la medalla de plata en la prova del dos sense timoner del programa de rem. Va fer parella amb Viktor Ivanov. En el seu palmarès també destaquen quatre medalles al Campionat d'Europa de rem, tres d'or i una de plata entre les edicions de 1953 i 1956, sempre en el dos sense timoner. Entre 1954 i 1958 guanyà el campionat soviètic.